# ویلا گواردیا
ویلا گواردیا (به ایتالیایی: Villa Guardia) یک کومونه در ایتالیا است که در استان کومو واقع شده‌است. ویلا گواردیا ۷٫۷ کیلومتر مربع مساحت و ۶٬۸۷۹ نفر جمعیت دارد و ۳۵۰ متر بالاتر از سطح دریا واقع شده‌است.